# Tour de Penagate
La tour de Penagate (en portugais Torre de Penegate) est une tour à base quadrilatère en granite, avec trois étages. Elle a été construite en 1360 à Vila Verde, Portugal. 